# Embriologia humana
L'embriologia humana és la ciència que estudia l'estructura i el desenvolupament de l'embrió i el fetus humans.
Parlem d'embrió durant els dos primers mesos de l'embaràs. En aquest període es dona la diferenciació de tots els elements que componen l'anatomia de l'ésser humà. A partir del primer dia del tercer mes, passarem a anomenar-lo fetus.